# Hollókő
Hollókő (in ungherese: ˈholloːkø) è un comune dell'Ungheria di 470 abitanti (dati 2001). Situato nella contea di Nógrád, è un villaggio etnografico, inserito dall'UNESCO tra i patrimoni dell'umanità. Il suo nome significa "Pietra del Corvo", in lingua ungherese.

## Geografia fisica
Il villaggio si trova nella contea di Nógrád, a circa 20 km dal capoluogo della provincia Salgótarján, e a circa 90 km a nord-est dalla capitale Budapest. È ubicato in una valle tra le colline di Cserhát, circondato da bassi rilievi. L'ambiente naturale è protetto. E in alcune zone si può cacciare

## Attrazioni
- La parte protetta del villaggio - le vie Lajos Kossuth e Sándor Petőfi, 55 case
- Village Museum
- Post Museum
- Doll Museum
- The House Of The Countryside
- La filanda
- La mostra dell'intarsiatore Ferenc Kelemen
- La chiesa cattolica